# Desmodium uncinatum
Desmodium uncinatum är en ärtväxtart som först beskrevs av Nikolaus Joseph von Jacquin, och fick sitt nu gällande namn av Dc. Desmodium uncinatum ingår i släktet Desmodium och familjen ärtväxter. Inga underarter finns listade i Catalogue of Life.

## Bildgalleri

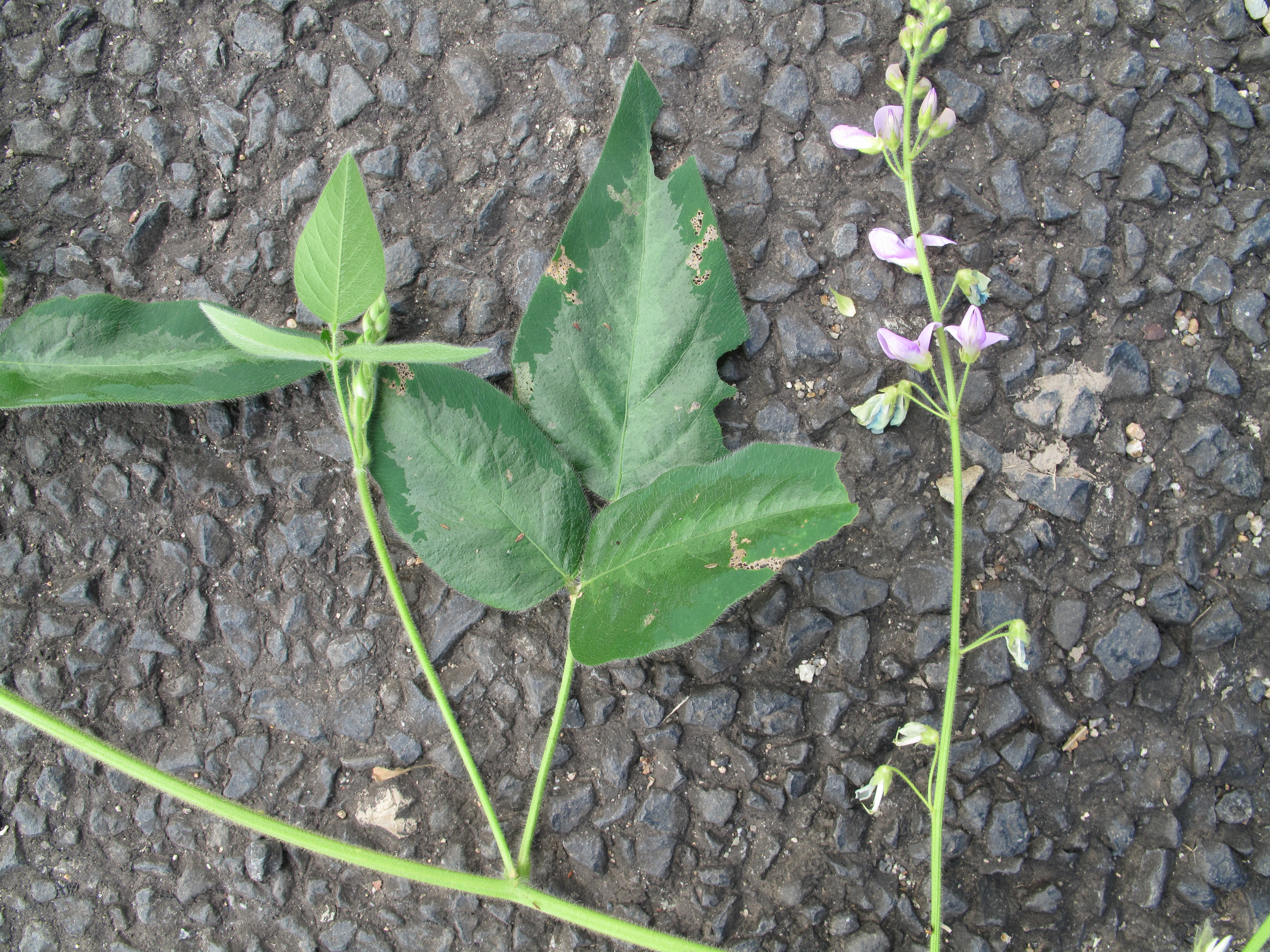
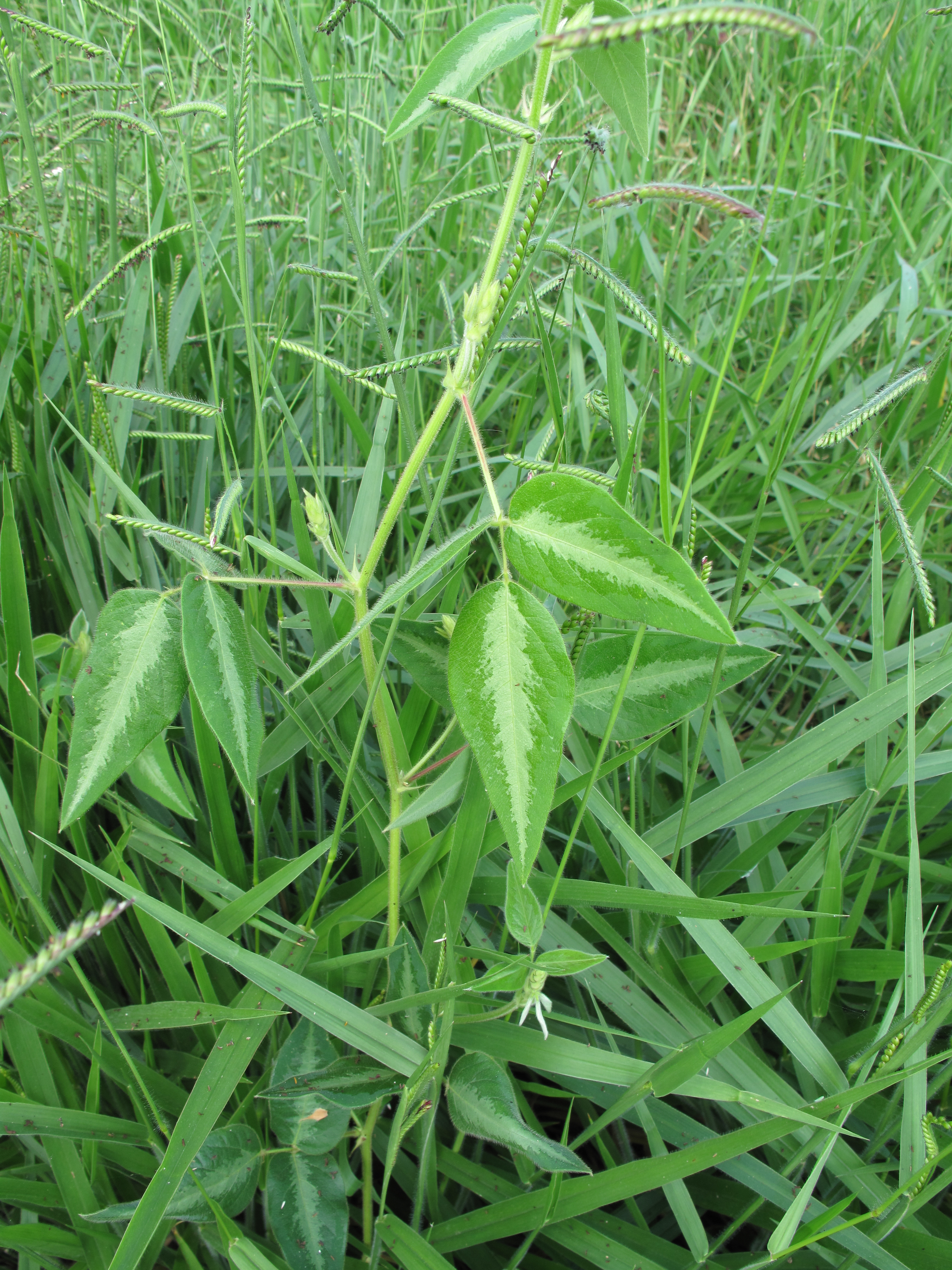
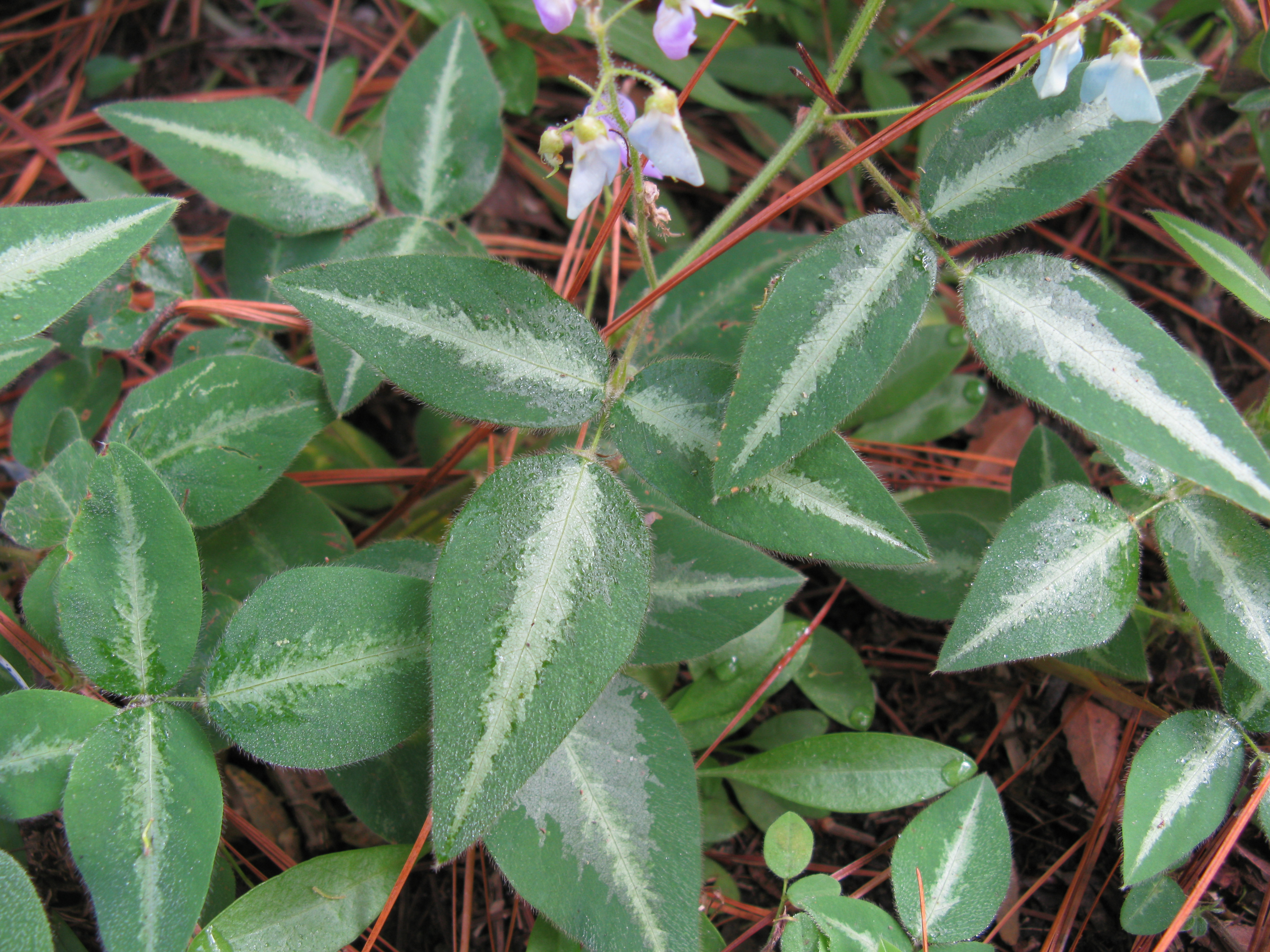